# Очеретяне (Обухівський район)
Очере́тяне — село в Україні, у Обухівському районі Київської області. Населення становить 257 осіб.
Уродженцем села є Саммер Іван Адамович — радянський державний діяч, організатор Вукоопспілки, член ВУЦВК.

## Галерея

Вид на Сталівський став
Поле села Очеретяне
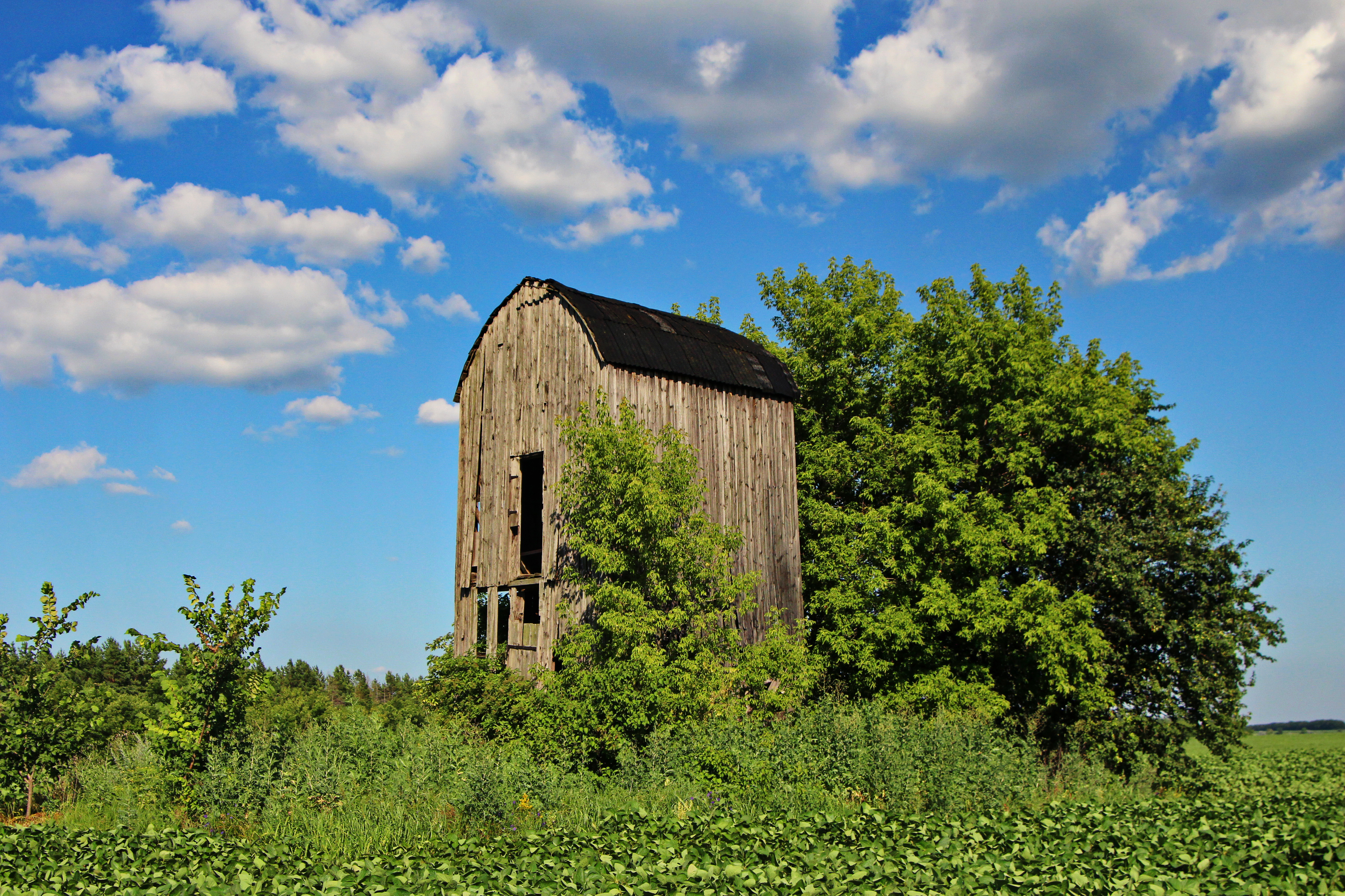
Вітряк Очеретяне
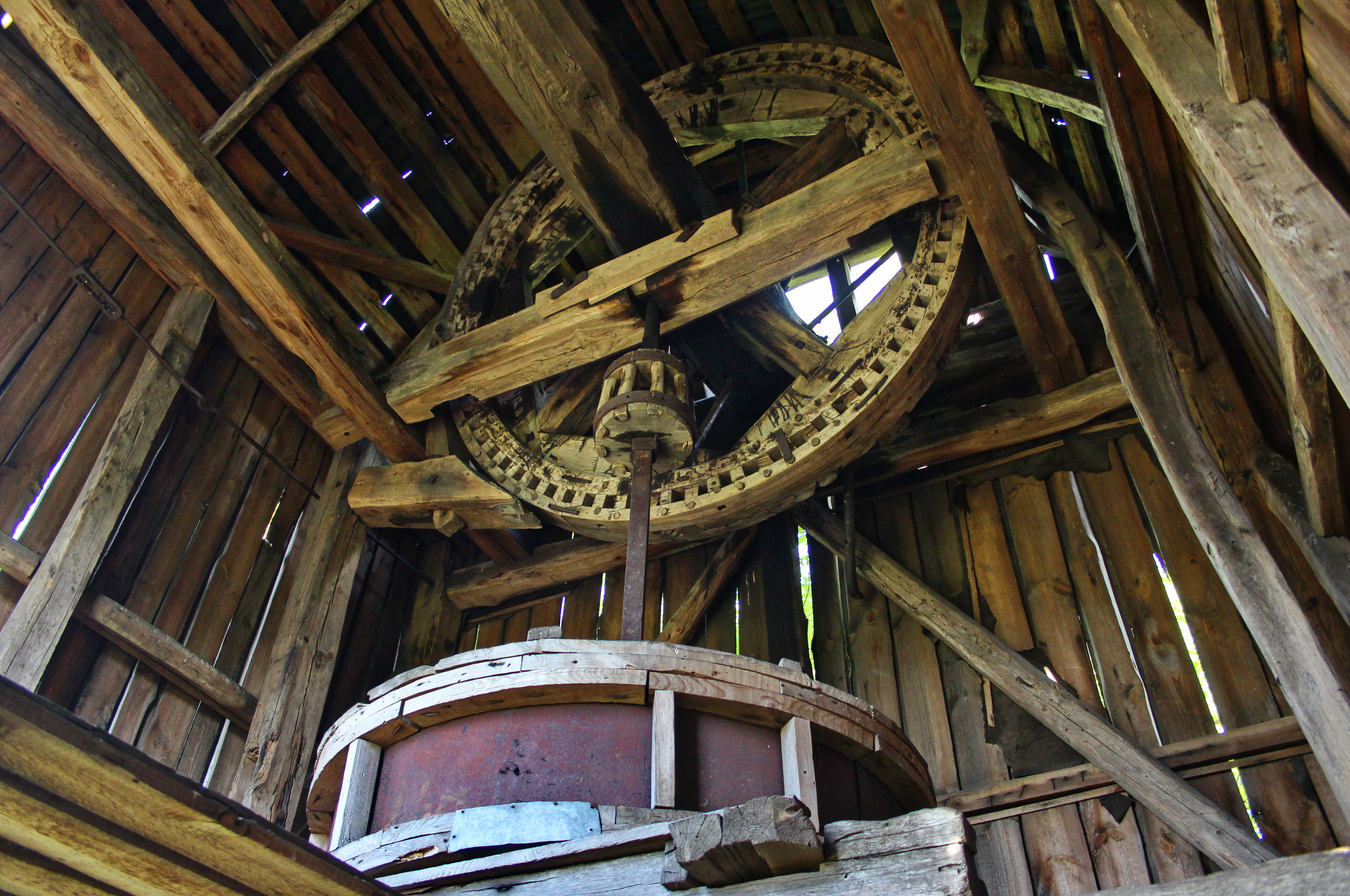
Вітряк Очеретяне